# ریچ‌وود (نیوجرسی)
ریچ‌وود (به انگلیسی: Richwood) یک منطقهٔ مسکونی در ایالات متحده آمریکا است که در شهرستان گلاستر، نیوجرسی واقع شده‌است. ریچ‌وود ۲۳٫۰۷۷ کیلومتر مربع مساحت و ۳٬۴۵۹ نفر جمعیت دارد و ۴۲ متر بالاتر از سطح دریا واقع شده‌است.